# Zapasy na Letnich Igrzyskach Olimpijskich 1936 – kategoria ponad 87 kg w stylu klasycznym
Zmagania mężczyzn ponad 87 kg to jedna z siedmiu męskich konkurencji w zapasach w stylu klasycznym rozgrywanych podczas Letnich Igrzysk Olimpijskich 1936. Pojedynki w tej kategorii wagowej odbyły się w dniach 6 – 9 sierpnia.
Punktacja opierała się na systemie "złych punktów karnych". Zwycięzca otrzymywał zero punktów za wygraną przez "tusz" (łopatki), a jeden za zwycięstwo decyzją trzech sędziów. Za porażkę na punkty zawodnik otrzymywał trzy punkty. Przegranie walki przez łopatki lub decyzją jednogłośną trzech sędziów skutkowało dwoma punktami karnymi. Za porażkę 1-2 przyznawano 2 punkty. Uzyskanie pięciu lub więcej punktów eliminowało zapaśnika z turnieju. 

## Klasyfikacja[1]
| Pozycja | Nazwisko          | Kraj           |
| ------- | ----------------- | -------------- |
| 1       | Kristjan Palusalu | Estonia        |
| 2       | John Nyman        | Szwecja        |
| 3       | Kurt Hornfischer  | III Rzesza     |
| 4       | Mehmet Çoban      | Turcja         |
| 5       | Hjalmar Nyström   | Finlandia      |
| 6       | Aleardo Donati    | Włochy         |
| 7       | Alberts Zvejnieks | Łotwa          |
| 7       | Josef Klapuch     | Czechosłowacja |
| 9       | Eduard Schöll     | Austria        |
| 9       | Peter Larsen      | Dania          |
| 9       | Zoltan Kondorossy | Rumunia        |
| 9       | Stevan Nađ        | Jugosławia     |

## Wyniki

### Pierwsza runda[2]
| Zwycięzca         | Punkty karne | Wynik        | Przegrany         | Punkty karne |
| ----------------- | ------------ | ------------ | ----------------- | ------------ |
| Josef Klapuch     | 0            | Łopatki      | Alberts Zvejnieks | 3            |
| Kurt Hornfischer  | 0            | Łopatki      | Stevan Nađ        | 3            |
| Aleardo Donati    | 1            | Decyzja, 2:1 | Mehmet Çoban      | 2            |
| Hjalmar Nyström   | 0            | Łopatki      | Peter Larsen      | 3            |
| Kristjan Palusalu | 0            | Łopatki      | Eduard Schöll     | 3            |
| John Nyman        | 0            | Łopatki      | Zoltan Kondorossy | 3            |

### Druga runda[3]
| Zwycięzca         | Punkty karne | Wynik        | Przegrany         | Punkty karne |
| ----------------- | ------------ | ------------ | ----------------- | ------------ |
| Alberts Zvejnieks | 3            | Łopatki      | Stevan Nađ        | 6            |
| Kurt Hornfischer  | 1            | Decyzja, 3:0 | Josef Klapuch     | 3            |
| Hjalmar Nyström   | 1            | Decyzja, 3:0 | Aleardo Donati    | 4            |
| Mehmet Çoban      | 2            | Łopatki      | Peter Larsen      | 6            |
| Kristjan Palusalu | 0            | Łopatki      | Zoltan Kondorossy | 6            |
| John Nyman        | 0            | Łopatki      | Eduard Schöll     | 6            |

### Trzecia runda[4]
| Zwycięzca         | Punkty karne | Wynik        | Przegrany         | Punkty karne |
| ----------------- | ------------ | ------------ | ----------------- | ------------ |
| Kurt Hornfischer  | 2            | Decyzja, 3:0 | Alberts Zvejnieks | 6            |
| Aleardo Donati    | 4            | Walkower     | Josef Klapuch     | 6            |
| Mehmet Çoban      | 2            | Decyzja, 2:1 | Hjalmar Nyström   | 3            |
| Kristjan Palusalu | 1            | Decyzja, 3:0 | John Nyman        | 3            |

### Czwarta runda[5]
| Zwycięzca         | Punkty karne | Wynik        | Przegrany       | Punkty karne |
| ----------------- | ------------ | ------------ | --------------- | ------------ |
| Kurt Hornfischer  | 2            | Łopatki      | Aleardo Donati  | 7            |
| Kristjan Palusalu | 2            | Decyzja, 3:0 | Mehmet Çoban    | 5            |
| John Nyman        | 3            | Łopatki      | Hjalmar Nyström | 6            |

### Piąta runda[6]
| Zwycięzca         | Punkty karne | Wynik        | Przegrany        | Punkty karne |
| ----------------- | ------------ | ------------ | ---------------- | ------------ |
| Kristjan Palusalu | 3            | Decyzja, 3:0 | Kurt Hornfischer | 5            |
| John Nyman        | 3            | Bez walki    |                  |              |